# 韋爾赫尼亞奇卡
韋爾赫尼亞奇卡（烏克蘭語：Верхнячка）是位於烏克蘭中部的市級鎮，由切爾卡瑟州烏曼區的赫里斯蒂尼夫卡市鎮負責管轄。該鎮處於烏曼卡河畔，面積6.2平方公里，海拔高度231米，2019年人口3,609，人口密度每平方公里582人。